# Понашање
Понашање представља све радње и одговоре организма обично везане за спољашњу (природну) средину, и условљене или узроковане неким дешавањима у њој. Овде спада свака активност која се може посматрати директно, посредством чула, или индиректно, помоћу техничких уређаја. Тако у понашање спадају причање, ћутање, спавање, смејање и плакање, али и физиолошке промене попут оних у раду мозга, срца и других органа под контролом аутономног нервног система.
Као што је већ напоменуто, понашање животиња и човека је под контролом нервног и ендокриног система. Проучавају га различите биолошке дисциплине (у првом реду етологија) и друштвене науке попут филозофије, психологије и социологије.
Понашање је централни појам биологије понашања, односно показатељ односа према сопственим потребама, природном и друштвеном окружењу. Односи се на све спољне активне промене, кретања, положаје, држања, гестикулације и звукове једног човека или животиње те као мање или више краткорочним реверзибилним променама у боји или излучивањем материје бића које на било који начин служе комуникацији (нпр. феромони). Као понашање могу и назвати разна својства одређене животне фазе. Наука о понашању зове се етологија.
Понашање може бити свесно или несвесно, прикривено или оторено, вољно или невољно. Биологија понашања има своје генетичке и срединске одреднице, при чему је посебно значајно учење и опонашање, односно прилагођавање здравог организма својој природној и друштвеној околини.
Људско понашање (као и других организама и механизама) може бити уобичајено, необично, прихватљиво или неприхватљиво. Људи процењују прихватљивост понашања користећи социјалне норме и регулирају понашање средствима социјалне контроле. Са смрћу индивидуе завршава његово понашање.

## Модели

### Биологија
Мада постоје извесна неслагања по питању прецизне дефиниције понашања у биолошком контексту, једна заједничка интерпретација базирана на мета-анализи научне литературе наводи да је „понашање сет интерно координисаних одговора (акција или одсуство акција) целокупних живих организама (индивидуа или група) на интерне и/или екстерне стимулусе“.
Шира дефиниција понашања, применљива то биљке и друге организме, је слична концепту фенотипске пластичности. Њоме се описује понашање као респонс на догађај или промену околине током живота индивидуе, који се разликује од других физиолошких или биохемијских промена које се јављају брже, и искључујући промене које су резултат развића (онтогенетско развиће).
Понашање може да буде било урођено или научено.
Понашање се може сматрати било којом акцијом којом се мења његова релација са његовим окружењем. Понашање пружа респонс организма на његово окружење.

### Понашање човека
Међу најзначајније одреднице персоналне особености сваког људског бића свакако спада и природа његовог понашања према особама са којима непосредно контактира у социјалној средини, односно свеукупном (материјалном и духовном) свету који га окружује. Несумњиво је да наследне основе које се тичу морфологије, физиологије и интелигенције (нпр.) у суштини имају исте механизме међугенерацијског континуитета. Методолошке потешкоће су, међутим, посебно наглашене у проучавању одређених црта понашања, будући да је оно у значајнијој мери подложно утицајима тренутних околности и друштвеног окружења, а исте особе испољавају и у том смислу својствене дневне, сезонске и уопште онтогенетске промене. Понашање сваког човека, дакле, има просторно и временски динамичке категорије. Логичком импликацијом, долази се до спознаје да његове наследне основе морају бити веома сродне са биолошким смислом животињских инстинката – урођених тенденција истоветно опредељеног, сврсисходног и спонтаног понашања (без “тренинга”) у датим животним ситуацијама.
Инстинкти су сложенији и урођени облици понашања, одређени сплетом неусловних рефлекса, што се успостављају одговарајућим надражајима који су у одређеним околностима заједнички за све припаднике посматране врсте организама. Сматра се да представљају непосредан или посредан израз ендогених (биохемијско–физиолошких) процеса, остварених преко насљедних (али измјењивих) мрежа неуронско–синапсних образаца. Због сложеног прожимања урођеног и наученог понашања, веома ја тешко дефинисати укупну структуру људских инстинката или нагона, али у њој се незаобилазно истичу сполни, матерински, ловачки и сакупљачки инстинкт, те урођена склоност за чистоћу и стицање одређеног социо–економског статуса. Иако се делимично преклапају са неким од поменутих, често се јављају и инстинктивне физиолошке и естетске „основне потребе“, те урођене тежње за сигурношћу, припадањем, љубави, поштовањем, самоостваривањем, сазнањем и разумевањем.
Животиње, на пример, имају инстинктивно сексуално и родитељско понашање, реакције на непријатеље и друге факторе угрожавања егзистенције итд. Сви облици понашања у тој сфери код њих су генетички једнако одређени као и облик тела и опште устројство организма. У ранијим фазама хоминизације, човек је вероватно имао већину (ако не и више) других животињских инстинктивних реакција. Трајање људске врсте (само по себи) недвосмислено доказује значај инстинкта за парење, бригу о потомству, прибављање и чување хране, (активну или пасивну) борбу против непријатеља и сурових климатских прилика итд. Већина наследних фактора који фаворизирају одређене облике понашања у функцији борбе за биолошко преживљавање несумњиво је присутна и у генском фонду савременог човечанства. Основна, квалитативно најзначајнија и најкрупнија разлика у понашању људских и животињских бића је та што, поред функционално супериорнијег мозга, човек поседује и способност контроле, модификација и „вежбања“ својих инстинката те подешавања животне околине тим поривима и адекватног сопственог прилагођавања одговарајућим правилима друштвене средине. Те потребе и могућности контроле и активног прилагођавања инстинката, цивилизацијски прогрес чини свакако комплекснијим – они се све више потискују и представљају само „стартне тачке“ понашања савременог човека. Могућности контроле и потискивања одређених елемената инстинктивног понашања, између осталог, примарно зависе и од ступња онтогенезе и битно су различите у периоду зависности младунаца (од родитељске бриге) и социјалног живота одрасле особе.
Инфантилни период човека знатно је дужи него код његових животињских сродника, што (између осталог) знатно продужава и период учења групних правила понашања, односно „вежбања“ и контроле инстинката. Томе посебно доприноси и наследна флексибилност људске свести и њени капацитети за „импринтирање“ и стицање искустава у процесу енкултурације.
Деловање гена за одређене инстинкте посебно транспарентно се манифестира код новорођенчади. Те насљедне основе понашања се најмаркантније испољавају у начину сисања, покрета, прихватања, осмеха и сл. Такође је наследан и временски след стадија у комплетирању понашања детета: почеци жвакања и „гугутања“ – превртања и седења – посматрања и прихватања ствари – ходања, „говорног“ споразумевања и спремности за „тоалет“ вежбе итд. Ови елементи понашања су општи за све нивое цивилизације и све просторно дефиниране делове човечанства. Већ и површна посматрања, међутим, показују да свака беба испољава и неке особене црте понашања; две бебе исте мајке су, у ствари по понашању толико сличне колика је и вероватноћа сличности њихових морфолшких или, физиолошких својстава. Најбитнији елементи понашања су, међутим, далеко подложнији утицајима срединских фактора интраутериног живота и многих суптилних чинилаца након рођења, што знатно отежава квантификацију ефеката генетичких фактора на њихово испољавање.
Социјални инстинкти су много комплексније дефинисани и далеко подложнији утицајима групних правила, контроле и учења. Будући да су многе битне црте социјалног понашања животиња наследне природе (што је и експериментално доказано), поставља се питање могућности експликације одређених спознаја и на човека. Патернално понашање („мајчински“ и „очински“ тип) код животиња има претежну хормонску регулацију, док се његове наглашеније форме код човека у првом реду приписују утицајима социјалних и психолошких фактора. Не треба при том занемарити ни запажања по којима је интензитет мајчинског понашања у извјесној вези са одређеним типовима груди, облицима бокова, менструалним функцијама и сл, и да су у том погледу одговарајући типови понашања препознатљиви већ код младих девојчица.
Доминација, односно мање или више изражено „газдинско и лидерско“ понашање (без обзира на интелигенцију) у групи, присутно је код многих примата. Сматра се да су различити ступњеви субординације и потчињености у друштвеној хијерархији животиња примарно хормонски регулисани, јер се након одговарајућег третмана или оперативног захвата ти односи мењају. Сличне тенденције у социјалном понашању запажене су и у људској популацији, али је још увек недовољно јасан релативни удео генетичких, социјалних и психолошких доприноса њиховој експресивности.
Агресивност (њени различити интензитети или потпуно одсуство) је регистрована код многих животиња, а сматра се да је дефинисана хормоналним и вишим нервним функцијама које могу имати значајну наследну основу. И у различито дефинисаним људским групама широко варира степен осећања „надмоћи“ или „потчињености“, ратоборности или попустљивости, а исте ефекте могу одвојено имати неки психолошки и хередитарни фактори. За разлику од животиња, човек може да контролише своје „агресивне нагоне“; он учи и зна зашто, када и како да се брани или напада, односно развија облике понашања који му олакшавају прилагођавање животној (посебно социјалној) средини.
Територијалност је такође један од могућих извора одређених активности у социјалном понашању човека. Тај појам се у биологији односи на појаву егзистенције појединих животиња или њихових група на ограниченом делу животног простора. Запоседање и одржавање контролисане територије постиже се различитим облицима активног и пасивног обележавања и одбране. Територија је одувек била и остала повод за кооперацијско и агресивно социјално и међуиндивидуално понашање, али још увек остаје отворено питање у којој мери је територијалност социјални инстинкт, односно стечено обележје. Сличне дилеме се постављају и када је у питању кооперација, као најраширенији облик социјалног понашања, за који се често негира да представља „урођену потребу“. Чињеница да су породична и друштвена подела рада један од обележавајућих фактора човекове еволуције и њихово растуће усложњавање, доказују да је кооперативност у процесу хоминизације била селективно фаворизирана, при чему су (поред небиолошке трансмисије) значајну улогу неминовно имале и наследне предиспозиције.
Страх, страховање и природни страхови присутни су и код животиња и код човека, а штите их од животних ризика и непријатеља. Такви видови инстиктивног страха су специфични за сваку врсту и у највећој мери су наследни; код човека постоје подсвесни страхови који су филогенетски наслеђени чак и од далеких предака. Поред тога, људска страховања могу бити веома разнородног искуственог порекла, која могу да потичу и из најранијег детињства. Неки тривијални типови страха (нпр. код неких жена од миша и змије) су у ствари психолошке природе, а не инстинктивни (као што се некада веровало).
Девијантни облици понашања, из разумљивих разлога, привлаче посебну пажњу многих природних и друштвених наука. У тој области најчешће је проучавана природа и наследне основе склоности ка криминалу (укључујући и јувенилну делинквенцију), проституцију (мушку и женску), хомосексуалности, те предиспозиције за разне облике токсикоманије, као што су наркоманија, али (према досадашњим истраживањима) генетички чиниоци у већој или мањој мери, редовно утичу на њихово испољавање. Релативно висока херитабилност је регистрирана за криминогено понашање, хомосексуалност и алкохолизам, док је за остала поменута својства нешто мање наглашена.

## Понашање потрошача
Понашање потрошача
Понашање потрошача се односи на процесе кроз које пролазе потрошачи, и реакције које они имају на производе или услуге. То се односи на потрошњу, и процесе кроз које потрошачи пролазе при куповини и потрошњи добара и услуга. Потрошачи препознају потребе или жеље, и пролазе кроз својеврстан процес како би задовољили ове потребе. Понашање потрошача је термин којим се описује процес кроз који они пролазе као купци, којим се обухватају типове купљених производа, потрошна количина, учесталост куповине и све оно што утиче на доношење одлуке о куповини или апстиненцији. Много тога утиче на понашање потрошача, уз доприносе унутрашњих и спољашњих фактора (Szwacka-Mokrzycka, 2015). Internal factors include attitudes, needs, motives, preferences and perceptual processes, whilst external factors include marketing activities, social and economic factors, and cultural aspects (2015). Доктор Ларс Пернер са универзитета Јужне Калифорније тврди да исто тако постоје физички фактори који утичу на понашање корисника, на пример ако је корисник гладан, онда тај физички осећај глади утиче на њега, тако да иде и купује сендвич да би задовољио глад
Одлучивање потрошача
Постоји модел који је описао Ларс Пернер који илуструје процес доношења одлука у погледу понашања потрошача. Процес почиње препознавањем проблема, потрошач препознаје потребу или жељу која није задовољена. Ово води потрошача да тражи информације, ако је то свакодневни производ, онда ће претраживање бити интерно, с идентификовањем алтернатива чисто из меморије. Ако се ради о скупом производу, онда је претраживање знатно детаљније, као што је читање критика или извештаја или тражење савета пријатеља. Потом ће потрошач проценити могуће алтернативе, упоређујући цену, квалитет, правећи компромисе између производа и сужавајући избор тако што ће елиминисати мање атрактивне производе све док не остане само један. Након што је извршена идентификација, потрошач ће купити производ. Коначно, потрошач ће проценити куповинску одлуку, и купљени производ, користећи факторе као што су вредност за новац, квалитет робе и искуство при куповини. (Модел преузет из Perner, 2008).

## Примери сложених понашања
- Ризично понашање
- Комуникација
- Слободна воља
- Социјално понашање
- Агонистичко понашање
- Агресивност
- Стид